# Сопран
 Тази статия е за вида глас.  За френския музикант вижте Сопрано (рапър).  
Сопран (или сопрано) е най-високият женски певчески глас, честота на основния хармоник (тон) на който е от 261 до 1046 Hz.
В хоровата хармония сопранът е най-високият вокал и по-често, в сравнение с останалите гласове, води мелодичната линия.

## Видове сопран
- колоратурен – Богато украсен и „гъвкав“ глас, достигащ до най-високите октави. Обикновено колоратурните сопрани „потъват“, пеейки по-ниски тонове.
- лиричен – Много ярък и нежен глас. Лиричното сопрано има по-висока теситура от soubrette-та. Ролите за лиричния сопран са обикновено млади и наивни героини. Пример: Ролята на Мимѝ от операта Бохеми на Джакомо Пучини.
- спинтов – Спинтовият сопран е по-плътен от лиричния, гласът е много богат на цвят, тембър, обем (не диапазон), много е звучен в центъра, прехода и малко над прехода. По-„тромав“ е от предните два.
- драматичен – Изключително тембрист, „богат“ и силен глас, който се вписва идеално, пеейки с оркестър. Драматичният сопран има по-ниска теситура и плътен тембър, за разлика от колоратурния и лиричния сопран.
- сопран – Богат, висок и интересен глас, който срещу другите видове сопрани е най-нисък.

Съществуват смесици между два вида сопрани. Тогава качествата и на двата сопрана се сливат. Например, лирико-колоратурен сопран притежава лекотата на лиричния сопран и височините и подвижната техника на колоратурния или лирико-спинтов притежава лекотата и височините на лиричния и цвета, тембъра и обема на спинтовия – гласът на Райна Кабаиванска е такъв. Смесиците може да продължат.

## Колоратурни сопрани
- Джоан Съдърланд
- Катлийн Бетъл
- Едита Груберова
- Диана Дамрау
- Александрина Пендачанска
- Джуун Андерсън
- Тереза Стратъс
- Християна Лоизу
- Софи Маринова
- Елина Нечаева

Роли за колоратурен сопран:
- Лакме, „Лакме“ (Делиб)
- Елвира, „Италианката в Алжир“ (Росини)
- Блондхен, „Отвличане от сарая“ (Моцарт)
- Маргарита, „Фауст“ (Гуно)
- Олимпия, „Хофманови разкази“ (Жак Офенбах)
- Кралицата на нощта, „Вълшебната флейта“ (Моцарт)
- Елизабет, „Мария Стюарт“ (Доницети)
- Мария Стюарт, „Мария Стюарт“ (Доницети)
- Виолета, „Травиата“ (Верди)
- Семирамида, „Семирамида“ (Росини)
- Джилда, „Риголето“ (Верди)

## Лирични сопрани
- Монсерат Кабайе
- Рене Флеминг
- Анжела Георгиу
- Кири Те Канава
- Таря Турунен
- Анна Мофо
- Анна Нетребко
- Райна Кабаиванска – спинтов сопран
- Вибеке Стене
- Мирела Френи
- Маргарита Хранова
- Бинка Добрева
- Михаела Маринова

Роли за лиричен сопран
- Антония, „Хофманови разкази“ (Жак Офенбах)
- Лиу, „Турандот“ (Пучини)
- Татяна, „Евгений Онегин“ (Чайковски)
- Мими, „Бохеми“ (Пучини)
- Деспина, „Така правят всички“ (Моцарт)
- Мюзета, „Бохеми“ (Пучини)
- Сузана, „Сватбата на Фигаро“ (Моцарт)
- Памина, „Вълшебната флейта“ (Моцарт)
- Микаела, „Кармен“ (Бизе)
- Графиня Алмавива, „Сватбата на Фигаро“ (Моцарт)
- Церлина (може да бъде изпълнявана и от мецосопран), „Дон Жуан“ (Моцарт)

## Драматични сопрани
- Вълкана Стоянова
- Мария Калас
- Ева Търнър
- Биргит Нилсон
- Агнес Николс
- Елинор Рос
- Гена Димитрова

Роли за драматичен сопран
- Абигейл, „Набуко“ (Верди)
- Елса, „Лоенгрин“ (Вагнер)
- Саломе, „Саломе“ (Рихард Щраус)
- Турандот, „Турандот“ (Пучини)
- Леоноре, „Фиделио“ (Бетовен)
- Касандра, „Троянците“ (Берлиоз)
- Зиглинда, „Валкирия“, (Вагнер)